# Takko
Takko Holding GmbH er en tysk tøjbutikskæde med ca. 2.000 butikker (1.100 i Tyskland). Siden 1982 har det været et datterselskab til Hettlage-koncernen. Deres hovedkvarter er i Telgte (Westfalen).  De har butikker i 17 lande og ca. 18.000 ansatte.